# Baba Yagá

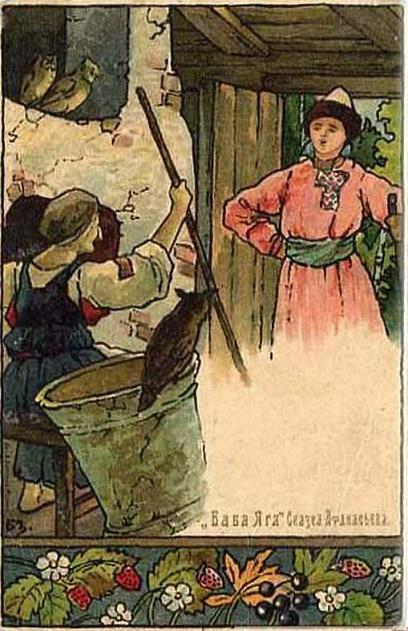
Baba Yagá, por B. Zvorykin.

Baba Yagá o Baba Yaga (en ruso: Бáба Ягá) es un personaje recurrente en el folclore y la mitología eslava.

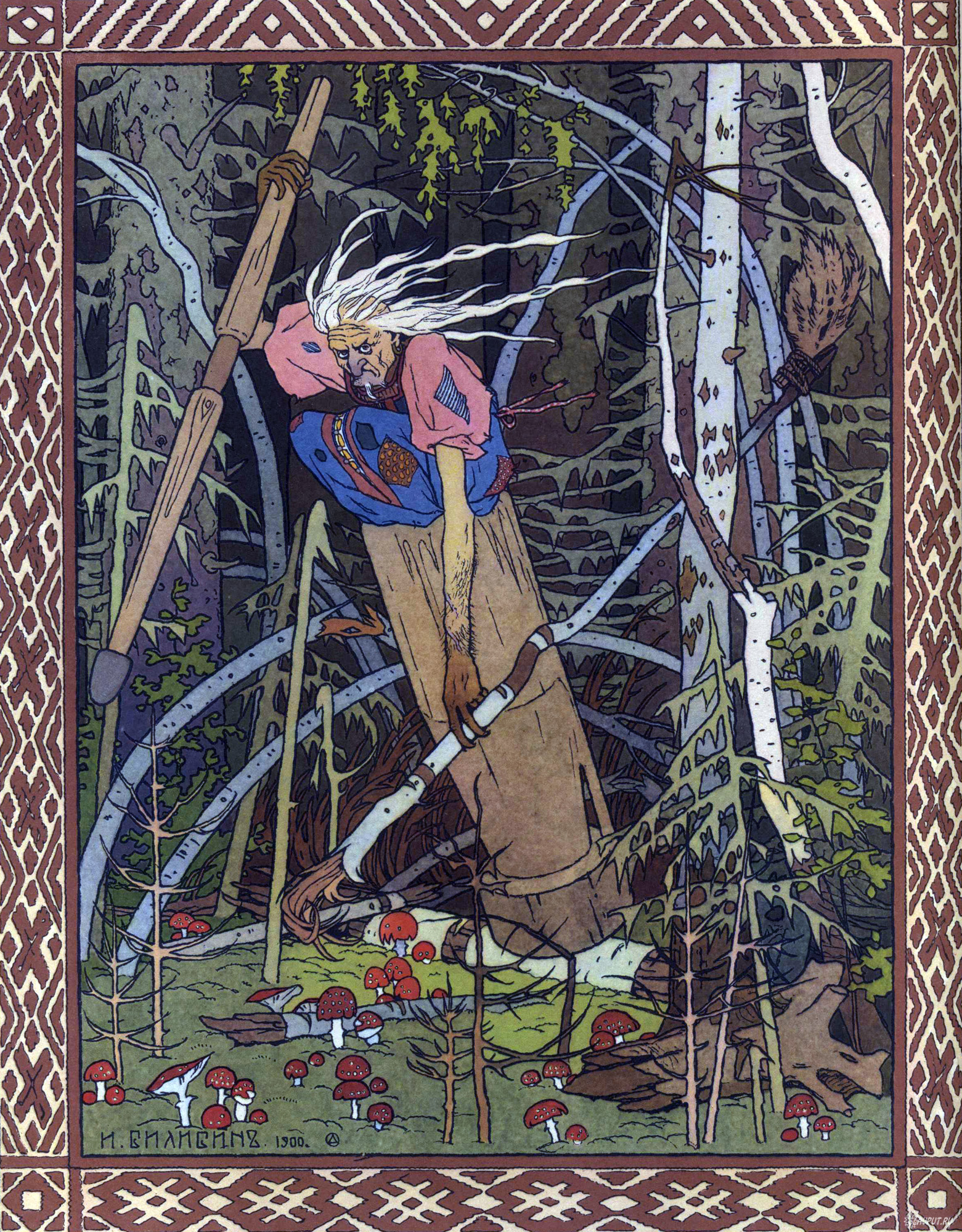
Baba Yagá volando sobre su almirez, con una escoba en la mano izquierda. Ilustración de Iván Bilibin.

Baba Yagá es vieja, huesuda y arrugada, con la nariz azul y los dientes de acero, posee una pierna normal y una de hueso por lo que a menudo se le da el apelativo de "Baba Yagá Pata de Hueso". Estas dos piernas representan al mundo de los vivos y el mundo de los muertos por los que deambula. Baba Yagá es un ser perverso y cruel, pero no totalmente malvado; come personas, generalmente niños. Sus dientes le permiten romper huesos y desgarrar la carne con facilidad. Pese a que consume diariamente grandes cantidades de carne, siempre tiene ese aspecto delgado y huesudo. Baba Yagá vuela montada en un almirez (a veces una olla) y rema el aire con una escoba plateada. Baba Yagá no permite que ninguna persona "bendecida" permanezca dentro de su propiedad, siempre y cuando ella sepa que la persona tiene una bendición.
Vive en una choza que se levanta sobre dos enormes patas de gallina que le sirven para desplazarse por toda Rusia. La valla de su choza está adornada con cráneos, en cuyo interior coloca velas. La idea de una casa con patas de gallina podría derivar de las cabañas de ciertos pueblos finoúgricos, que las construían de esta manera para protegerse de los animales. Para entrar en la casa, Baba Yagá dice el conjuro "Casita Casita, da la espalda al bosque y voltea hacia mí". El interior de la choza siempre está repleto de carne y vino. También es custodiado por los sirvientes invisibles de Baba Yagá, que aparecen como manos espectrales. Baba Yagá también tiene a su servicio a los caballeros blanco, rojo y negro, que controlan el día, el atardecer y la noche.
Baba Yagá ha aparecido en diferentes historias del folclore ruso, y algunas de ellas muestran distintas facetas suyas. En algunas, ayuda a la gente que le sirve. En otras se dice que guarda las "Aguas de la Vida y de la Muerte", pues es "la Dama Blanca de la Muerte y del Renacimiento". En otras dice que tiene dos hermanas, llamadas como ella y con su mismo aspecto. 
En Bulgaria, a los niños se les cuenta que si se portan mal, vendrá Baba Yagá (o Dyado Yag, Дядо Яг) para llevárselos con un saco y comérselos. También se le asocia con magia negra.
También se cuenta que envejece un año cada vez que le hacen una pregunta y que para rejuvenecer bebe un té hecho de las extrañas rosas azules, por lo que recompensa enormemente a las personas que le traen alguna de estas rosas.
La figura de Baba Yagá probablemente deriva de "la Bruja", tercer componente de la Diosa Tripartita (Virgen, Madre y Bruja), símbolo de las tres edades de la mujer.
Baba Yagá es ampliamente usada por los autores de cuentos de hadas del ruso moderno, y desde los años noventa del siglo XX, en la "Fantasía rusa". En particular, Baba Yagá aparece en el ciclo de libros de Andréi Belanin "La Agencia de detectives del Zar Goroj (Царь Горох)". La infancia y juventud de Baba Yagá fueron descritas por primera vez en el cuento La bahía (Lukomorie) de A. Aliverdíev.

## Apariciones
La primera referencia clara a Baba Yagá (Iaga baba) está en la Gramática rusa (1755), de Mijaíl Lomonósov. En el libro de gramática de Lomonósov, Baba Yagá se menciona dos veces entre otras figuras en gran parte de la tradición eslava. La segunda de las dos menciones ocurre dentro de una lista de dioses y seres eslavos junto a su presunta equivalencia en la mitología romana (el dios eslavo Perún, por ejemplo, aparece equiparado con el dios romano Júpiter). Baba Yagá, sin embargo, aparece en una tercera sección sin una equivalencia, destacando su singularidad percibida incluso en este primer testimonio conocido. 
En las narraciones en las que aparece Baba Yagá, ella muestra una variedad de atributos típicos: una choza giratoria con patas de pollo; y un mortero, mortero y/o trapeador o escoba. Baba Yagá a menudo lleva el epíteto Baba Yagá "kostyanaya nogá" ('pierna huesuda'), o Baba Yagá "s zheléznymi zubami" ('con dientes de hierro') y cuando está dentro de su vivienda, se la puede encontrar tendida sobre la estufa, llegando de una esquina de la cabaña a otra. Baba Yagá puede sentir y mencionar el "russki duj" ('olor ruso') de aquellos que la visitan. Su nariz puede pegarse al techo. Algunos narradores pueden poner especial énfasis en la repulsividad de su apariencia. 
En algunos cuentos, un trío de Babas Yagá aparecen como hermanas, todas compartiendo el mismo nombre. Por ejemplo, en una versión de "La doncella zar" recogida en el siglo XIX por Aleksandr Afanásiev, Iván, el hijo de un apuesto comerciante, se dirige a la casa de una de las tres Babas Yagá:
Viajó hacia adelante, en línea recta ... y finalmente llegó a una pequeña cabaña; Se paró en campo abierto, girando sobre patas de pollo. Entró y encontró a Baba Yagá la huesuda. "Fie, fie", dijo, "el olor ruso nunca se sintió ni se vio aquí, pero ha llegado por sí mismo. ¿Estás aquí por tu propia voluntad o por compulsión, mi buena juventud?" "¡En gran parte por mi propia voluntad, y el doble por compulsión! ¿Sabes, Baba Yagá, dónde está el tres veces décimo reino[ru]?" "No, no lo hago", dijo ella, y le dijo que fuera con su segunda hermana; Ella podría saberlo.
—Aleksandr Afanásiev, "La doncella zar", Cuentos de hadas rusos (1973)
Iván Bilibin, Baba Yagá, ilustración en 1911 de "El cuento de las tres maravillas del zar y de Ivashka, el hijo del sacerdote" (A. S. Roslavlev)
Iván camina durante algún tiempo antes de encontrarse con una pequeña cabaña idéntica a la primera. Esta Baba Yagá hace los mismos comentarios y hace la misma pregunta que la primera, e Iván hace la misma pregunta. Esta segunda Baba Yagá tampoco lo sabe y lo dirige a la tercera, pero dice que si ella se enoja con él "y quiere devorarte, toma tres cuernos de ella y pídele permiso para tocarlos; sopla el primero suavemente, el segundo más fuerte y el tercero aún más fuerte". Iván le da las gracias y continúa su viaje.
Después de caminar durante algún tiempo, Iván finalmente encuentra la choza de patas de pollo de la más joven de las tres hermanas girando en un campo abierto. Esta tercera y más joven de las Babas Yagá hace el mismo comentario sobre "el olor ruso" antes de correr a chasquear los dientes y consumir a Iván. Iván la ruega que le dé tres cuernos y ella lo hace. El primero sopla suavemente, el segundo más fuerte y el tercero aún más fuerte. Esto hace que lleguen aves de todo tipo y pululen por la cabaña. Uno de los pájaros es el pájaro de fuego, que le dice que salte sobre su espalda o Baba Yagá se lo comerá. Lo hace y la Baba Yagá lo apresura y agarra al pájaro de fuego por su cola. El pájaro de fuego se va con Iván, dejando atrás a Baba Yagá con un puño lleno de plumas del pájaro de fuego.
En la colección de cuentos de Afanásiev, Baba Yagá también aparece en "Baba Yagá y Zamóryshek", "Por orden del príncipe Daniel", "Vasilisa la bella", "Marya Moryevna", "Reinos de cobre, plata y oro", "El zar del mar y Vasilisa la sabia" y "Caballero sin piernas y caballero ciego" (títulos en inglés de la traducción de Magnus).
Debido a su popularidad, Baba Yagá también ha aparecido en historias no eslavas. Se pueden mencionar sus apariciones en el mundo del cómic, especialmente del cómic adulto, en historietas como Hellboy, de Mike Mignola, perteneciente al sello Dark Horse, donde es antagonista en una de las historias, y una aparición fuerte en Fábulas, de Bill Willingham, perteneciente a Editorial Vertigo, donde es aliada de El Adversario. Además, toma la forma de Caperucita Roja para introducirse como espía en Villa Fábula en la saga La Marcha de los Soldados de Madera, enfrentándose finalmente a Frau Totenkinder. También hace una breve aparición en el tercer volumen del cómic "Los Libros de la Magia", de Neil Gaiman, atrapando al protagonista hasta que es rescatado por De. Occult cuando éste amenaza a la bruja con revelar su nombre en la Tierra de las Hadas.
En la historia titulada La Caza, perteneciente la antología Fábulas y Reflejos (Sandman 38, jun 1992),  también escrito por Neil Gaiman,  Baba Yagá interviene (a cambio de un precio) para ayudar al protagonista a encontrar a la mujer que creía amar. Se la describe más robusta pero de piernas huesudas. 
También aparece en el cuento infantil Las Aventuras de Vania el Forzudo, de Otfried Preussler, donde Baba Yagá constituye el segundo gran enemigo de Vania, la cual derrota con su lanza, y como recompensa ella le da el caballo Varón, el más rápido de toda Rusia.
En la película Inocencia rebelde, la protagonista utiliza constantes paralelismos sobre Baba Yagá.
En 1990, hace una aparición como parte de una línea de juguetes lanzados por Matchbox en su línea Monster in My Pocket o Monstruos de bolsillo, que eran figuras coleccionables de plástico de no más de 5 cm de altura y de variados colores, los cuales se colocaban dentro de un volcán negro igualmente de plástico. En esa ocasión se la representaba como una horrible bruja robusta de aspecto grotesco, nada huesuda como en la mitología rusa; viajaba a toda velocidad dentro de un caldero negro impulsado por una vieja escoba voladora y usaba un collar con dos cráneos humanos como colguijes. Entre la información detallada sobre esta variante de Baba Yagá se conoce que medía 1.80 metros, tenía la espalda y el resto del cuerpo cubierto por llagas o ámpulas y también se sabe que nació en el siglo XII en algún bosque remoto de Rusia.
La figura de Baba Yagá aparece en el filme de dibujos animados Bartok el Magnífico, siendo una bruja con una personalidad más humanizada a como se la suele representar y, si bien durante la película sí que se la presenta como un ser al que temer, cruel, carente de sentimientos, cuya casa se alza sobre unas largas patas y para acceder a la cual se requiere resolver un acertijo, al final la bruja revela sus buenos sentimientos y adopta una perspectiva más benigna.
Baba Yagá es uno de los números de la obra de Modest Músorgski Cuadros de una exposición, así como el op. 56 del también compositor ruso Anatoli Liádov.
Orson Scott Card la hace aparecer como antagonista del héroe de su novela de fantasía Encantamiento, publicada en 1999.
En España, apareció en 2010 un cómic llamado "Baba" del autor catalán Luis Moreno, protagonizado por la bruja, aunque en esta ocasión en forma de niña y con corte de humor. Este cómic fue publicado por Norma Editorial.
En el Mundo de Tinieblas (mundo donde se desarrollan los juegos de rol de la editorial White Wolf), Baba Yagá es el nombre de una vampira perteneciente al clan Nosferatu.
Una de sus últimas apariciones fue en la serie "Lost Girl" de Showcase.ca en donde Baba Yagá es convocada inocentemente por una joven, llamada Kenzi, en un acto de solidaridad para vengar el corazón roto de su más querida amiga, Bo.
También hace su aparición en la cuarta novela del autor David Safier, Happy Family; en español, Una familia feliz.
En el anime y manga Soul Eater existe un castillo que lleva su nombre.
Además, aparece en el cortometraje de Studio Ghibli Pandane to tamago hime (パン種とタマゴ姫?; literalmente, Mr. Dough and the Egg Princess), el cual se puede ver únicamente de manera oficial en el Museo Ghibli.
La bruja también aparece como protagonista indiscutible en el libro-juego: "En las garras de Bába Yagá", de David Ruiz del Portal y Juapi, publicado por Alfasur Editorial en 2013.
La bruja también aparece en la serie de libros y serie animada Ever After High como consejera académica y profesora junto con otros personajes famosos de los cuentos de hadas.
En la película de 2014 John Wick, el personaje del mismo nombre, interpretado por Keanu Reeves, es referido por el líder mafioso, Viggo Tarásov, como "la persona que envías para matar a la maldita Baba Yagá".
Aparece también en el disco Space Police de la banda de Heavy-Power metal alemana, Edguy. Esta canción fue publicada en el 2014 y denominada "Realms of Baba Yaga", cuenta la historia del despertar de esta bruja y como atemoriza a la gente.
Aparece también en la película Don’t Knock Twice, de 2016, siendo el principal peligro sobrenatural para las protagonistas de dicho filme.
Aparece en "El extraño caso de la mujer sin memoria", libro del autor español Juan Pascal, en el cual sirve de guía al personaje principal.
En la serie animada Las Leyendas, producida por Netflix, la bruja aparece como antagonista de la historia y está representada de la misma manera que en el folclore ruso.
Además, en un momento de la serie de Netflix Trollhunters, se oye la voz de un personaje con muchos nombres, entre los que se encuentra el de Baba Yagá.
En la película de comedia animada Monster Family (2017),  Baba Yagá aparece como una antigua bruja cautiva por Drácula, siendo ella la responsable de convertir a la familia Wishbone en monstruos.
En la película de Marvel Ant-Man and the Wasp, de 2018, se menciona al personaje de Baba Yagá, relacionándolo con la villana Ghost. Siendo menciona por uno de los amigos de Scott Lang, Kurt, que es rusoestaunidense.
Baba Yagá aparece en la película Hellboy de 2019.
En el juego de rol Pathfinder RPG, Baba Yagá es la madre de Rasputin, en el libro de aventuras Reign of Winter.
También aparece en un capítulo de la decimoquinta temporada de la serie Sobrenatural (2020), en el cual lleva un anillo que le otorga su poder.
También aparece en la serie "The Witcher" de Netflix, bajo el nombre de "Voleth Meir" o "La Madre Inmortal", encerrada por los primeros Brujos en una cabaña sin puertas y con patas de pollo que se gira hacia quien la llama.
El grupo español Vita Imana publica en 2022 la canción <<Baba-yagá>> en su álbum VI

## Apariciones en videojuegos
- En Ragnarok Online aparece como un enemigo de uno de los Calabozos de la ciudad de Moscovia.
- En Quest for Glory 4: Shadows of Darkness (Hero's Quest) de Sierra Online.
- Apareció en el videojuego Castlevania: Lords of Shadow, desarrollado por Mercury Steam. Gabriel Belmont, protagonista del juego, requiere la ayuda de la anciana bruja para llegar hasta el cementerio.
- Aparece en el videojuego Harry Potter y el Prisionero de Azkaban.
- Aparece en el videojuego Wizard101 como un personaje no jugable, siendo una jefe de los monstruos del mundo Polaris.
- Las brujas aparecidas en el Pretty Scary Update de Minecraft están basadas directamente en Baba Yagá, ya que solamente se generan en pequeñas cabañas en medio de los bosques.
- Aparece en Super Scribblenauts como personaje desbloqueable por 3000 dólares.
- Apareció en la actualización de Payday 2 como máscara desbloqueable para todos los usuarios.
- Aparece en la serie de videojuegos The Longest Journey.
- Aparece en el primer DLC para Rise of the Tomb Raider con el nombre de "Baba Yagá: el templo de la bruja".
- En el MMORPG CABAL Online las Babas Yagá aparecen como monstruos del tipo agresivo en la zona de Valle Helado (Bloody Ice). Son de nivel 34.
- En el juego Gems of War de PlayStation 4 y Smartphones aparece como tropa a reclutar.
- En el videojuego The Witcher 3 las Damas del Bosque están basadas en esta figura.
- En el juego Monsters Legends aparece como monstruo obtenible.
- En el juego Moon Hunters, aparece usualmente en el ambiente de praderas/bosques y tras interactuar con ella su casa se levanta y se marcha.
- En el videojuego MOBA SMITE fue incluida perteneciendo al panteón eslavo y teniendo el rol de mago dentro del juego.
- En los Sims 2 puedes acceder a su casa por medio de un truco en el mapa de BellaDona.
- En el videojuego para móviles Day R Baba Yagá aparece en el evento anual de Halloween para darle misiones temáticas al jugador.
- En el videojuego Fortnite hace aparición como un aspecto raro, con el set llamado "Aquelarre Original" y tiene un precio de 1200 Monedas V. En este mismo videojuego el 26 de octubre de 2020 aparece directamente la skin de Baba Yagá con un precio de 1200 Vbucks solo el traje, ya que así mismo se ofrecen otros accesorios inspirados en Baba Yagá como el ala delta 800 Vbucks y el pico 800 Vbucks.
- En el videojuego Runescape aparece con apariencia humana. Forma parte de una tribu de magos, esta loca y es dueña de una tienda vendiendo equipamiento mágico (Runas, Báculos, etc.), vive en una casa con patas de gallinas, la casa llamada Berty, camina en la zona norte del pueblo.
- En el videojuego Dead by Daylight aparece como uno de los aspectos disponibles para comprar del personaje asesino "La cazadora"
- En el videojuego AFK ARENA aparece llamándose "Melusina - Baba Yaga", también aparece como uno de los héroes jugables. Es parte de la facción "no dimensional", en la categoría "ASCENDIDOS", esta es maga y su habilidad principal invoca a su casa dañando directamente a sus enemigos.
- En el videojuego COOKING COMPANIONS el personaje principal (el jugador) hace referencia a Baba Yagá, dado a estar ambientado en un bosque ruso y por la pregunta que hace "Did you come on your own free will...or well you sent?", lo cual significa "¿Vinieron a qui por su propia voluntad o fueron enviados?".
- Aparece en el juego Coin Master, construyendo la aldea 87 el jugador conocerá su casa y algunas otras cosas que la caracterizan. Dentro del mismo juego se ubica también en las colecciones de cartas la cual lleva el nombre de Baba Yagá, cada carta tiene algo relacionado con su mundo estos son los nombres de las cartas, "Gran Lemmy", "Escoba a Motor", "Fred Asustado", "Caldero Caliente", "Cuervo ruidoso", "Luna Llena", "Poción de Amor", "Magicalaveras" y por último la más difícil de conseguir que es "Baba Yagá".
- En Alan Wake se pronuncia su nombre dentro del folclore que se va creando a raíz del descubrimiento del protagonista sobre el papel que tiene "Bárbara Jagger" en el control de la oscuridad que avanza desde "Cauldron Lake", y que es el centro de todas las intrigas y amenazas contra Wake, se puede sobrentender que "Bárbara Jagger" puede ser el pseudónimo de "Baba Yagá".
- En World Of Tanks Blitz aparece como un accesorio de camuflaje legendario para el tanque IS-7 "Baba Yagá".